# Дикшит, Шейла
Шейла Дикшит (англ. Sheila Dikshit, хинди शीला दीक्षित, 31 марта 1938, Капуртхала, Британская Индия — 20 июля 2019, Дели) — индийский государственный и политический деятель, член партии Индийский национальный конгресс.
Начала свою политическую карьеру в 1984 году, став депутатом Лок сабхи (нижней палаты индийского парламента). С 1998 года до 2013 года занимала пост главного министра Дели. Вторая женщина в истории, занявшая должность главного министра индийской столицы.
Дикшит покинула пост главного министра после проигрыша на выборах в декабре 2013 года. Впоследствии она в течение полугода занимала пост губернатора штата Керала. В 2017 году Дикшит была объявлена главным кандидатом от Индийского национального конгресса на выборах главного министра штата Уттар-Прадеш, но затем сняла свою кандидатуру. Она была назначена президентом Дели-Прадеш Конгресс-комитета 10 января 2019 года и оставалась на должности до своей смерти в июле того же года.

## Награды и звания
- 2008 год — лучший главный министр Индии по мнению Ассоциации журналистов Индии
- 2009 год — Политик года по версии NDTV
- 2010 год — премия Дара Шукох Индо-иранского сообщества[3]